# Wenn ich schon Kinder hätte
Wenn ich schon Kinder hätte ist ein Lied des deutschen Soul- und R&B-Sängers Xavier Naidoo aus dem Jahr 2002, in Zusammenarbeit mit dem deutschen Rapper Curse.

## Entstehung und Veröffentlichung
Das Lied wurde vom Naidoo selbst, zusammen mit Michael Herberger, getextet, komponiert sowie produziert. Beim Schreibprozess bekam das Duo Unterstützung durch Gastrapper Michael Kurth (Curse).
Die Erstveröffentlichung von Wenn ich schon Kinder hätte erfolgte am 25. März 2002 bei Naidoo Records, als Teil von Naidoos dritten Studioalbum Zwischenspiel – Alles für den Herrn (Katalognummer: 908-66022). Am 23. September desselben Jahres erschien das Lied als dritte Singleauskopplung aus dem Album. Diese erschien als CD-Maxi-Single mit fünf verschiedenen Versionen des Liedes, dem von Naidoo alleine gesungenen Lied Don’t Go Now sowie einem Multimedia-Bonus als B-Seiten (Katalognummer: CDS 056-66053).

## Musikvideo
Das dazugehörige Musikvideo entstand unter der Regie von Nick Schofield.

## Chartplatzierungen
In Deutschland konnte sich das Lied fünf Wochen in den Singlecharts platzieren, wobei es mit Rang 47 seine beste Chartnotierung erzielte. Es ist die einzige der fünf Singles des Albums, welche nicht die deutschen Top 10 erreichte. In Österreich verweilte das Lied vier Wochen in den Charts und erreichte mit Rang 49 seine beste Platzierung.
| ChartsChartplatzierungen | Höchstplatzierung | Wochen |
| ------------------------ | ----------------- | ------ |
| Deutschland (GfK)        | 47 (5 Wo.)        | 5      |
| Österreich (Ö3)          | 49 (4 Wo.)        | 4      |